# Festival du cinéma d'Afrique, d'Asie et d'Amérique latine de Milan
 (janvier 2023).
Si vous disposez d'ouvrages ou d'articles de référence ou si vous connaissez des sites web de qualité traitant du thème abordé ici, merci de compléter l'article en donnant les références utiles à sa vérifiabilité et en les liant à la section « Notes et références ».
Le Festival du cinéma africain, d’Asie et d’Amérique latine (en italien : Festival del Cinema Africano, d’Asia e America Latina) est un festival créé en 1991, qui se déroule chaque année à la fin du mois de mars ou au début d'avril sur une période de sept jours, à Milan, en Lombardie (Italie).
Le festival est organisé par l'association Centro Orientamento Educativo (COE), une organisation non gouvernementale qui œuvre depuis de nombreuses années pour la promotion et pour la diffusion du cinéma des trois continents. La 24e édition s'est déroulée du 6 au 12 mai 2014.

## Historique
Lors de la création en 1991 le festival, consacré au cinéma des pays d'Afrique, s'appelait Festival du cinéma africain. Il a pris son nom actuel en 2004, après la décision des responsables d'élargir la sélection aux films provenant du continent asiatique et de l'Amérique latine.
Des personnalités du monde du cinéma et de la culture sont invitées par la direction du festival à participer à des jurys chargés de décerner les prix officiels du festival.

## Palmarès

### Années 1990
1991 :
- Prix du meilleur long métrage : Tilaï d'Idrissa Ouedraogo (Burkina Faso)
- Prix du meilleur court métrage : Yiri Kan d'Issiaka Konaté (Burkina Faso)
- Prix du public : Laïla, ma raison de Taïeb Louhichi (Tunisie)

1992 :
- Prix du meilleur long métrage : La plage des enfants perdus de Jilali Ferhati (Maroc)
- Prix du meilleur court métrage : Blue notes and exiled voices d'Imruh Bakari (Royaume-Uni / Caraïbes)
- Prix du public : Sango Malo de Bassek Ba Kobhio (Cameroun)

1993 :
- Prix du meilleur long métrage : Sankofa d'Hailé Gerima (Éthiopie / États-Unis)
- Prix du meilleur court métrage : Denko de Mohamed Camara (Guinée)
- Prix du public : Neria de Godwin Mawuru (Zimbabwe)

1994 :
- Prix du meilleur long métrage : L'homme sur les quais de Raoul Peck (Haïti)
- Prix du meilleur court métrage : Octobre d'Abderrahmane Sissako (Mauritanie)
- Prix du public : Touchia de Rachid Benhadj (Algérie)

1995 :
- Prix du meilleur long métrage : Les Silences du palais de Moufida Tlatli (Tunisie)
- Prix du meilleur court métrage : Le Franc de Djibril Diop Mambéty (Sénégal)
- Prix du public : Le Cri du cœur d'Idrissa Ouedraogo (Burkina Faso)

1996 :
- Prix du meilleur long métrage : Guimba de Cheick Oumar Sissoko (Mali)
- Prix du meilleur court métrage : Asientos de François Woukoache (Sénégal / Belgique)
- Prix du public : Machaho de Rachid Benhadj et Belkacem Hadjaji (Algérie) et Clando de Jean-Marie Teno (Cameroun)

1997 :
- Prix du meilleur long métrage : Chevaux de fortune de Jilali Ferhati (Maroc)
- Prix du meilleur court métrage : Tourba de Moncef Dhouib (Tunisie)
- Prix du public : Flame d'Ingrid Sinclair (Zimbabwe)

1998 :
- Prix du meilleur long métrage : Kini et Adams d'Idrissa Ouedraogo (Burkina Faso)
- Prix du meilleur court métrage : On the edge de Newton Aduaka (Nigeria)
- Prix de la meilleure vidéo : Rostov-Luanda d'Abderrahmane Sissako (Mauritanie)
- Prix du public : Pièces d'identités de Mweze Ngangura (République démocratique du Congo)

1999 :
- Prix du meilleur long métrage : La vie sur terre d'Abderrahmane Sissako (Mauritanie)
- Prix du meilleur court métrage : La Falaise de Faouzi Bensaïdi (Maroc)
- Prix de la meilleure vidéo : The Hottentot Venus de Zola Maseko (Afrique du Sud)
- Prix du public : TGV de Moussa Touré au (Sénégal)

### Années 2000
2000 :
- Prix du meilleur long métrage : La Genèse de Cheick Oumar Sissoko (Mali)
- Prix du meilleur court métrage : Auguy de Munga Tunda Djo (République démocratique du Congo)
- Prix de la meilleure vidéo : Algérie, la vie quand même de Djamila Sahraoui, (Algérie / France)
- Prix du public : El Medina, de Yousry Nasrallah (Égypte)

2001 :
- Prix du meilleur long métrage : Little Senegal de Rachid Bouchareb (Sénégal / France)
- Prix du meilleur court métrage : Un soir de juillet de Raja Amari (Tunisie)
- Prix de la meilleure vidéo : Letter from New york City de Mahamat Saleh Haroun (Tchad)
- Prix du public : Lumumba de Raoul Peck (Haïti)

2002 :
- Prix du meilleur long métrage : Le prix du pardon de Mansour Sora Wade (Sénégal / France)
- Prix du meilleur court métrage : Jean-Farès de Lyes Salem (Algérie / France)
- Prix de la meilleure vidéo : Wester 4.33 de Aryan Kaganof (Afrique du Sud)
- Prix du public : L'Afrance d'Alain Gomis (Sénégal / France)

2003 :
- Prix du meilleur long métrage :
- Prix du meilleur court métrage :
- Prix du public :

2004 :
- Prix du meilleur long métrage « Fenêtre sur le monde » :
- Prix du meilleur documentaire « Fenêtre sur le monde » :
- Prix du meilleur court-métrage africain :
- Prix du meilleur documentaire africain :

2005 :
- Prix du meilleur long métrage « Fenêtre sur le monde » :
- Prix du meilleur documentaire « Fenêtre sur le monde » :
- Prix du meilleur court-métrage africain :
- Prix du meilleur documentaire africain :

2006 :
- Prix du meilleur long métrage « Fenêtre sur le monde » : La petite Jérusalem de Karin Albou (Algérie / France)
- Prix du meilleur documentaire « Fenêtre sur le monde » : Just married d'Ayelet Bechar (Israël)
- Prix du meilleur court-métrage africain : And there in the dust de Lara Foot Newton et Gerhard Marx (Afrique du Sud)
- Prix du meilleur documentaire africain : Quelques miettes pour les oiseaux de Nassim Amaouche (Algérie / France)

2007 :
- Prix du meilleur long métrage « Fenêtre sur le monde » : El Rey de San Gregorio d'Alfonso Gazitua, (Chili)
- Prix du meilleur documentaire « Fenêtre sur le monde » : La Ciudad de los fotografos de Sebastian Moreno (Chili)
- Prix du meilleur court-métrage africain : Menged, de Daniel Taye Workou (Éthiopie)
- Prix du meilleur documentaire africain : Saturdays are for the dead de Lee Ann Cotton et Lies Niezen (Afrique du Sud / Pays-Bas)

2008 :
- Prix du meilleur long métrage « Fenêtre sur le monde » : Le Cahier (2007) de Hana Makhmalbaf (Iran)
- Prix du meilleur documentaire « Fenêtre sur le monde » : Ngwenya, O crocodilo (2007) de Isabel Noronha (Mozambique)
- Prix du meilleur film africain : La Maison jaune (2007) de Amor Hakkar (Algérie / France)
- Prix du meilleur documentaire africain : En attendant les hommes (2007) de Katy Lane Ndiaye (Sénégal)
- Prix du meilleur court-métrage africain : Sarah (2007) de Khadija Leclère (Maroc / Belgique)
- Premio « Città di Milano » (Prix du public) : Getting home (2007) de Zhang Yang (Chine)

2009 :
- Prix du meilleur long métrage « Fenêtre sur le monde » : Jermal de Ravi L. Bharwani et Rayya Makarim, (Indonésie / Pays-Bas / Allemagne / Suisse)
- Prix du meilleur documentaire « Fenêtre sur le monde » : Nos lieux interdits de Leïla Kilani (Maroc / France)
- Prix du meilleur film africain : Nothing but the truth de John Kani, (Afrique du Sud)
- Prix du meilleur documentaire africain : Le Tableau de Brahim Fritah, (Maroc / France)
- Prix du meilleur court-métrage africain : Waramutsého! de Auguste Bernard Kouemo Yanghu, (Cameroun / France)
- Premio « Città di Milano » (Prix du public) : La Extranjera de Fernando Diaz, (Argentine)

### Années 2010
2010 :
- Prix du meilleur long métrage « Fenêtre sur le monde » : Une vie toute neuve  de Ounie Lecomte, (France)
- Prix du meilleur documentaire « Fenêtre sur le monde » et meilleur documentaire africain : Zahra de Mohammed Bakri (Palestine-Israël) et Un conte de faits de Hichem Ben Ammar (Tunisie)
- Prix du meilleur film africain : Dowaha de Raja Amari, (Tunisie)
- Prix du meilleur court-métrage africain : Un transport en commun de Dyana Gaye, (Sénégal)
- Premio « Città di Milano » (Prix du public) : Une vie toute neuve de Ounie Lecomte, (France)

2011 :
- Prix du meilleur long métrage « Fenêtre sur le monde » : The Neighbor de Naghmeh Shirkhan, (Iran / Canada / États-Unis)
- Prix du meilleur documentaire « Fenêtre sur le monde » et meilleur documentaire africain : Koukan Kourcia ou le cri de la torturelle de Sani Elhadji Magori (Niger)
- Prix du meilleur film africain : State of violence de Khalo Matabane, (Afrique du Sud)
- Prix du meilleur court-métrage africain : Tinye So de Daouda Coulibaly, (Mali)
- Premio « Città di Milano » (Prix du public) : Son of Babylon de Mohamed Al-Daradji, (Irak)

2012 :
- Prix du meilleur long métrage « Fenêtre sur le monde » : Aujourd’hui d'Alain Gomis, (France / Sénégal)
- Prix du meilleur documentaire « Fenêtre sur le monde » et meilleur documentaire africain : Rouge Parole d'Elyes Baccar (Tunisie / Suisse / Qatar)
- Prix du meilleur film africain : Mort à vendre de Faouzi Bensaïdi,  (Maroc / Sénégal / France)
- Prix du meilleur court-métrage africain : Sur la route du  paradis d'Uda Benyamina, (France / Maroc)
- Premio « Città di Milano » (Prix du public) : UFO in her eyes de Guo Xiaolu, (Chine / Allemagne)

2013 :
- Prix du meilleur long métrage « Fenêtre sur le monde » : The Cremator de Peng Tao, (Chine)
- Prix du meilleur documentaire « Fenêtre sur le monde »  : Ô mon corps! de Laurent Aït Benalla (Qatar / France) ; mention spéciale à True Story of Love, Life, Death and Sometimes Revolution, de Nidal Hassan, (Syrie)
- Prix du meilleur film africain :  Coming Forth by Day de Hala Lotfy,  (Égypte)
- Prix du meilleur court-métrage africain : Fela-Sidi de Damola Adelaja, (Nigeria)
- Premio « Città di Milano » (Prix du public) : 7 Cajas de Juan Carlos Maneglia, (Paraguay)

2014 :
- Prix du meilleur long métrage « Fenêtre sur le monde » : Bastardo de Nejib Belkadhi, (Tunisie / France / Qatar)
- Prix du meilleur documentaire « Fenêtre sur le monde » : ?
- Prix du meilleur film africain : Bastardo de Nejib Belkadhi, (Tunisie / France / Qatar)
- Prix du meilleur documentaire africain : ?
- Prix du meilleur court-métrage africain : Afronauts de Frances Bodomo, (Ghana / États-Unis)
- Premio « Città di Milano » (Prix du public) : ?